# Bão Rewa (1993)
Siêu bão Rewa là cơn bão có quỹ đạo dài nhất ở Nam Bán Cầu, với đường đi dài hơn 8000 km. Là 1 cơn bão có quỹ đạo dị thường, vòng vèo khó hiểu, khó dự báo nhất ở Úc.

## Lịch sử khí tượng

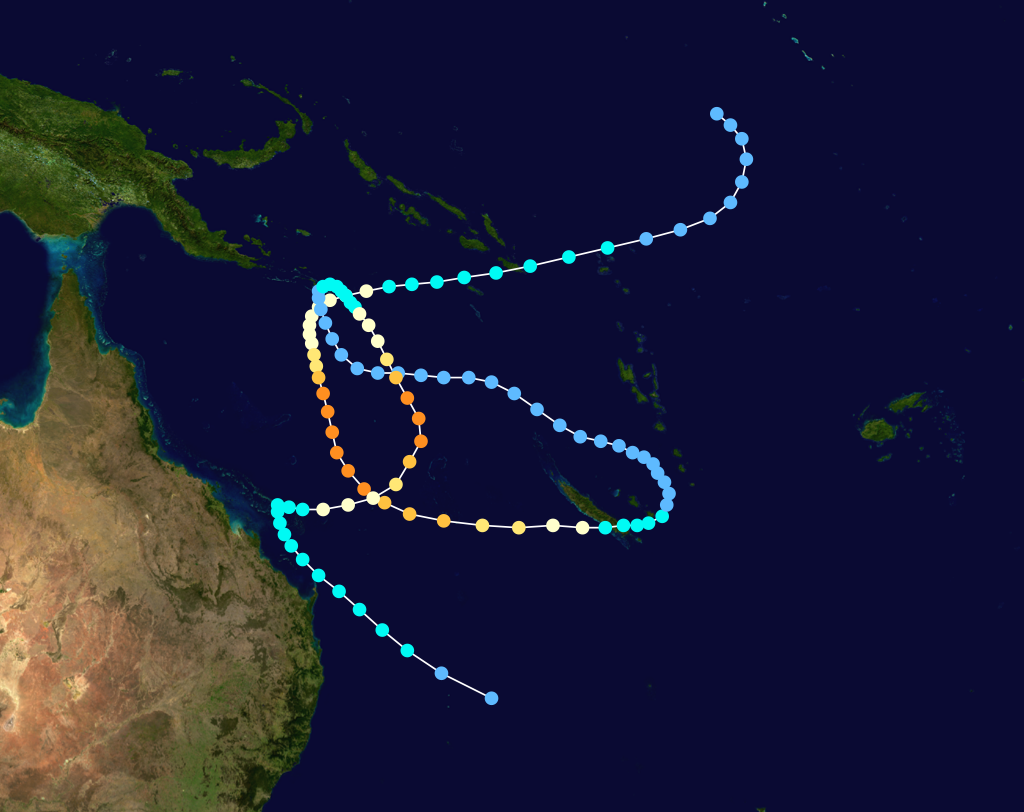
Theo dõi bản đồ của cơn bão nhiệt đới, dựa trên dữ liệu từ Trung tâm cảnh báo bão chung.

Trong ngày 26 tháng 12, Dịch vụ Khí tượng Phi tiêu (FMS) bắt đầu theo dõi 1 xoáy thuận nhiệt đới đã phát triển trong Vùng hội tụ liên vùng, khoảng 575 km (355 mi) về phía đông nam của Nauru. Trong vài ngày tiếp theo, áp thấp dần dần phát triển và được tổ chức hơn nữa, khi nó di chuyển về phía tây-tây nam dưới ảnh hưởng của dòng chảy hướng đông bắc. Trong ngày 28 tháng 12, JTWC đã phân loại áp thấp là Bão nhiệt đới 05P, trước khi FMS đặt tên cho nó là Rewa vì nó đã trở thành một cơn bão nhiệt đới loại 1 trên thang cường độ bão nhiệt đới Úc. Trong vài ngày tới, hệ thống dần dần tăng cường dưới ảnh hưởng của gió cấp trên thuận lợi trong khi nó di chuyển về phía nam-tây nam, đi qua Quần đảo Solomon vào ngày 29 Tháng 12 và ảnh hưởng đến các đảo phía đông nam Papua New Guinea. Khi di chuyển qua Quần đảo Solomon, Rewa rời khỏi lưu vực Nam Thái Bình Dương vào khu vực Úc, nơi Cục Khí tượng học Úc (BOM) chịu trách nhiệm cảnh báo chính cho hệ thống.
Ngày 30   Tháng 12, JTWC báo cáo rằng Rewa đã trở thành tương đương với cơn bão cấp 1 trên thang bão Saffir-Simpson (SSHS); đầu ngày hôm sau, Hội đồng quản trị báo cáo rằng hệ thống đã phát triển thành bão cấp 3, và một con mắt có thể nhìn thấy trên hình ảnh vệ tinh. Bản mẫu:BoM TC Database Sau đó, hệ thống đột ngột quay đầu và bắt đầu di chuyển về phía nam song song với bờ biển Queensland do tương tác với một máng áp thấp ở mức cao hơn. Ngày 2   Tháng 1 cả JTWC và BoM đều báo cáo rằng Rewa đã đạt đến cường độ cực đại, với báo cáo của JTWC rằng Rewa đã đạt cực đại với sức gió 1 phút là 230 km/h (145 mph), tương đương với cơn bão cấp 4 trên SSHWS. Trong khi đó, BoM báo cáo rằng hệ thống đã đạt cực đại với tốc độ gió 10 phút là 205 km/h (125 mph) với áp lực trung tâm là 920 hêctôpascal (27 inHg), làm cho nó một loại 5   lốc xoáy nhiệt đới nghiêm trọng trên quy mô Úc. Rewa vẫn ở cường độ cao nhất trong 24 giờ trước khi hệ thống bắt đầu suy yếu trong 3   Tháng giêng, khi tăng cường sức mạnh của các cơn gió bắc cấp trên đã làm tăng sức gió dọc trên hệ thống. Trong suốt ngày hôm đó, lốc xoáy bắt đầu di chuyển về phía đông nam, trước khi nó bắt đầu đi theo hướng đông hơn khi nó tiến đến 160 ° E.
Trong 4   Tháng 1, Rewa quay trở lại lưu vực Nam Thái Bình Dương và tiếp tục đi về phía đông như là một loại 3 suy yếu   Bão nhiệt đới nghiêm trọng, với FMS ước tính tốc độ gió kéo dài 10 phút ở 150   km/h (90   mph). Vào ngày hôm sau, mắt của nó bị che khuất sau khi những ngọn núi ở New Caledonia ảnh hưởng đến sự lưu thông của Rewa bằng cách tạo ra một cơn gió nóng và khô. FMS báo cáo rằng hệ thống đã suy yếu thành một cơn bão nhiệt đới loại 2, trong khi JTWC báo cáo rằng Rewa đã trở thành một cơn bão nhiệt đới. Hệ thống này sau đó đã đổ bộ vào vùng lân cận vịnh Saint Vincent trên bờ biển phía tây nam của New Caledonia, trước khi nó nổi lên gần Thio từ bờ biển phía đông trong ngày 6 tháng 1. Đến 7   Tháng giêng, sự lưu thông của Rewa đã bị phơi bày dưới ảnh hưởng của những người phương bắc cấp trên; kết quả là cả FMS và JTWC đều báo cáo rằng Rewa đã suy yếu thành trầm cảm. Trong 3 ngày tiếp theo, lưu thông ở mức độ thấp còn lại được hướng về phía tây bắc và Papua New Guinea trong một luồng gió thương mại đông nam được tạo ra bởi một vùng áp lực cao nằm giữa New Zealand và Quần đảo Kermadec. Trong ngày 10 tháng 1, tàn dư của Rewa di chuyển ra khỏi lưu vực Nam Thái Bình Dương và quay trở lại khu vực Úc trong khi bắt đầu tăng cường trở lại thành một cơn bão nhiệt đới, khi một máng từ trung đến thượng lưu ở phía đông Australia tăng kích thước.
Khi di chuyển vào khu vực Úc, Rewa bắt đầu di chuyển theo một vòng cung dài về phía tây bắc và sau đó về phía bắc, vào ngày 13 Tháng 1, cả JTWC và Dịch vụ thời tiết quốc gia Papua New Guinea đều báo cáo rằng hệ thống này đã được tăng cường trở lại thành một cơn bão nhiệt đới xung quanh các đảo phía nam của Papua New Guinea. Cuối ngày hôm đó, Rewa thực hiện một cú rẽ mạnh theo chiều kim đồng hồ gần Đảo Tagula và bắt đầu di chuyển về phía đông nam và khu vực trách nhiệm của BoM trong khi dần dần tăng cường hơn nữa. Trong 15 Tháng 1, Hội đồng Quản trị báo cáo rằng hệ thống đã được tăng cường lại thành bão cấp 3, trong khi JTWC báo cáo rằng Rewa đã trở nên tương đương với bão cấp 1. Cuối ngày hôm đó, hệ thống bắt đầu tăng cường nhanh chóng khi một máng cấp trên tiếp cận hệ thống. Trong ngày hôm sau, JTWC báo cáo rằng hệ thống đã đạt đến đỉnh điểm với tốc độ gió duy trì trong 1 phút là 230 km/h (145 mph). BoM sau đó đã báo cáo vào cuối ngày hôm đó, rằng Rewa đã đạt đến đỉnh điểm với tốc độ gió kéo dài 10 phút là 205 km/h (125 mph), làm cho nó một loại 5   lốc xoáy nhiệt đới nghiêm trọng trên thang cường độ bão nhiệt đới Úc. Sau khi nó đạt đến cường độ cực đại, hệ thống đã hồi phục về phía nam-tây nam và bắt đầu suy yếu dần. Đến 18 Tháng 1, JTWC báo cáo rằng Rewa đã suy yếu thành một cơn bão nhiệt đới, trong khi suốt ngày hôm đó, BoM đã đánh giá Rewa là loại 3   bão nhiệt đới nghiêm trọng. Trong ngày hôm sau, Hội đồng Quản trị đã báo cáo rằng Rewa đã suy yếu thành loại 2   Bão nhiệt đới khi nó tái phát và bắt đầu di chuyển về phía đông nam khoảng 265 km (165 mi) về phía đông của Mackay, Queensland. Trong vài ngày tiếp theo, hệ thống di chuyển về phía nam-đông nam dọc theo bờ biển Queensland trong khi vẫn duy trì cường độ của nó. Trong 21 Tháng 1, BoM và JTWC báo cáo rằng Rewa đã suy yếu dưới cường độ lốc xoáy, khi hệ thống quay trở lại lưu vực Nam Thái Bình Dương lần thứ ba và lần cuối cùng. Tàn dư của Rewa được ghi nhận lần cuối vào cuối ngày 23   Tháng một, bởi Metservice của New Zealand, mang lại mưa lớn cho New Zealand, trong khi làm tan trên mặt nước khoảng 400 km (250 mi) về phía đông của Wellington, New Zealand.

## Hình thành và tác động
Hai mươi hai người mất mạng trong các vụ tai nạn do Cyclone Rewa gây ra, trong khi nó ảnh hưởng đến các phần ngoài khơi quần đảo Solomon, Papua New Guinea, Úc, New Caledonia, Vanuatu và New Zealand. Do ảnh hưởng của cơn bão này, cái tên Rewa đã bị khai tử.

### Quần đảo Solomon, New Caledonia, Vanuatu và New Zealand
Quần đảo Solomon bị ảnh hưởng bởi cơn bão nhiệt đới đang phát triển giữa 28   - 30 tháng 12 và là quốc đảo đầu tiên bị Rewa tác động. Khi nó phát triển thành một cơn bão nhiệt đới vào ngày 28   Tháng 12, hệ thống được chuyển đến phía bắc của đảo san hô nằm bên ngoài của tỉnh Malaita thuộc quần đảo Solomon. Rewa sau đó đi qua mũi phía nam của đảo Malaita, trước khi đi qua phía nam đảo Guadalcanal và phía bắc đảo Rennell trong 29   Tháng 12 
Bão Rewa bắt đầu ảnh hưởng đến New Caledonia vào ngày 5   Tháng một, trước khi nó đi qua đảo Grand Terre vào cuối ngày hôm đó. Rewa đổ hơn 300   mm (12   trong) mưa trên các phần của quần đảo, làm cho tất cả các con sông lớn tràn qua và vỡ bờ. Một số vụ lở đất và một cái chết đã được ghi lại ở New Caledonia, trong khi trên Đảo Loyalty của Mare, sóng từ Rewa đã phá hủy một phần bức tường bến cảng tại cảng của Tadine.
Hệ thống này không có tác dụng với Vanuatu trong khi nó đi qua Quần đảo Solomon giữa 28   - 30   Tháng 12; tuy nhiên các đảo phía nam Vanuatu đã bị ảnh hưởng bởi lốc xoáy sau khi nó đi qua New Caledonia trong suốt 5   Tháng Giêng. Bản mẫu:Vanuatu Tropical Cyclones Khi nó di chuyển về phía tây bắc giữa 6 trận8   Tháng 1, Rewa mang biển lớn và gió mạnh đến các vùng của đảo quốc bao gồm các tỉnh Shefa và Tafea. Một số thiệt hại đã được ghi nhận cho khu vực bến cảng của Port Villa, vì hệ thống này đã vượt qua khoảng 175 km (109 mi) về phía đông nam của thành phố.
Giữa ngày 19 tháng 7, tháng 1, tàn dư của Rewa, thời tiết di chuyển chậm trên Fiordland và phía nam mang theo lượng mưa và lũ lụt lan rộng đến đảo Nam của New Zealand. Ở Westland, Fiordland và Hồ Nam, lở đất và lũ lụt xảy ra vào ngày 21 tháng 1, trong khi một số con đường và cây cầu bị hư hại.

### Papua New Guinea
Bão Rewa đã ảnh hưởng đến Papua New Guinea trong hai lần riêng biệt khi nó hoạt động, với cơn bão đầu tiên ảnh hưởng đến quần đảo giữa 28   Tháng 12 và 1   Tháng 1, trước khi chăn thả quần đảo trong khoảng thời gian từ 12 đến 14   Tháng Giêng. Trước khi Rewa ảnh hưởng đến đất nước, các cảnh báo và cảnh báo lốc xoáy đã được ban hành cho các đảo Sudest, Rossel và Samarai, trong khi chính quyền kêu gọi người dân không nên đến các bãi biển. Khi nó ảnh hưởng đến quần đảo, Rewa mang theo lượng mưa lớn, biển động và gió mạnh lên tới 100   km/h (60   mph) đến các bộ phận của quần đảo bao gồm các đảo Sudest, Rossel và Samarai. Các khu vực bị ảnh hưởng nặng nề nhất là các cộng đồng gần các hệ thống sông lớn, với những con đường chặn lốc xoáy, phá hủy một nhà thờ, cây cầu, nhà cửa và vườn với những cây trồng quan trọng như cà phê và dừa bị phá hủy. Tổng cộng, Cyclone Rewa còn lại khoảng 3500   người vô gia cư và gây ra 17   tử vong, 8 trong số đó là do lũ lụt. Chín người khác đã mất tích khi đi du lịch tới đảo Rossel sau khi thuyền của họ bị cuốn vào vùng biển liên kết với Rewa. Sau đó, họ được cho là đã chết bởi Cơ quan khẩn cấp và thiên tai quốc gia, sau khi một nhiệm vụ tìm kiếm và cứu hộ địa phương tìm thấy mảnh vỡ của chiếc thuyền. Lúc 00:00   UTC ngày 30   Tháng 12, trạm thời tiết tự động tại Jingo trên đảo Rossel ghi nhận sức gió duy trì tối đa là 55   km/h (35   mph).

### Úc
Trong những ngày khai mạc năm 1994, Rewa di chuyển về phía nam song song với bờ biển Queensland; tuy nhiên, vì nó nằm ở khoảng 600   km (370   mi) về phía đông bắc của Mackay, nó quá xa bờ biển nên không có bất kỳ tác động trực tiếp nào đến Queensland. Tác động gián tiếp duy nhất là lướt sóng cao hơn, từ đó một số người phải được giải cứu từ trước khi cơn bão bắt đầu di chuyển về phía New Caledonia trong suốt 4   Tháng Giêng. Khi Rewa ảnh hưởng đến Queensland lần thứ hai, đồng hồ và cảnh báo đã được đưa ra cho các khu vực khác nhau của Queensland bởi TCWC Brisbane, người dự đoán một cuộc đổ bộ gần Mackay. Vào ngày 18   Các ủy ban thảm họa địa phương hồi tháng 1 đã họp để xem xét sơ tán người dân, trong khi những người đang đi nghỉ ở công viên quốc gia đã được cảnh báo về Rewa bằng trực thăng. Một cuộc tập trận huấn luyện quân sự dự kiến diễn ra ở Vịnh Shoalwater đã phải bị hủy bỏ, với quân đội đã được sơ tán đến Rockhampton để tránh bị nước lũ cắt đứt. Dọc theo bờ biển, một số cảng bao gồm Gladstone đã bị đóng cửa với các tàu lớn được bảo vệ ra biển và các tàu nhỏ được yêu cầu chiến đấu xuống và chuẩn bị cho cơn bão.
Vào ngày 19 tháng 1 Rewa bắt đầu ảnh hưởng đến Queensland với những cơn mưa xối xả và gió bão gây ra một số thiệt hại dọc theo bờ biển. Tuy nhiên, nó đã không thực hiện cuộc đổ bộ dự đoán của nó gần Mackay, thay vào đó nó đã quay về phía nam-đông nam và đến trong vòng 100   km (60   mi) của bờ biển. Hai người đàn ông ở ngoài khơi bờ biển của Yeppoon đã được một chiếc trực thăng Black Hawk của quân đội giải cứu khỏi một tàu đánh cá sau khi biển động làm hỏng chân vịt của tàu đánh cá và làm đứt dây neo nặng nề của nó, khiến nó bất lực trôi dạt trên đường đi của lốc xoáy. Hòn đảo bị ảnh hưởng nặng nề nhất là Lady Elliot vì nó chịu gió lớn, trong khi trên đảo Heron, một số cây quý hiếm và các trại chim mới bị phá hủy hoặc bị phá hủy nghiêm trọng. Khi Rewa tương tác với một áp thấp trên 19   Tháng 1, mưa lớn và giông bão đã được quan sát thấy ở một số khu vực của Brisbane và Gold Coast. Brisbane đã nhận được hơn 144   mm (5,7   trong) chỉ trong sáu giờ, dẫn đến một số trận lũ quét cục bộ ở một số nơi trong thành phố và bốn người chết. Ba trong số những cái chết là do những người đâm vào xe của họ, trong khi cái chết khác xảy ra khi một người đi lướt nước lũ ở Brisbane và bị mắc kẹt trong một cơn bão. Trong phạm vi Brisbane, 100   nhà và 20   những chiếc xe đã bị hư hại bởi nước lũ, trong khi trận đấu cricket của đội Shield Shield giữa Tây Úc và Queensland bị trì hoãn, sau khi Gabba giống như một hồ nước nhỏ.